# هارث (شهر)
هارث (بالبنجابية:ਹਾੜ) هو الشهر الرابع من التقويم السيخي، ويتزامن ما بين 15 مايو و 14 يونيو من التقويم الغريغوري ومكون من 31 يوم.

## مناسبات الشهر
- 2 هارث: استشهاد الغورو أرجان.
- 21 هارث: ميلاد الغورو هارجوفيند.
- 1 ساوان: نهاية شهر هارث وبداية شهر ساوان.